# Neuroscelio lagunai
Neuroscelio lagunai (лат.) — вид наездников рода Neuroscelio из семейства Neuroscelionidae (ранее в Scelionidae, по другим классификациям). Австралия. Назван в честь Reinaldo José Laguna Miranda.

## Описание
Мелкие наездники, длина 2,85 мм. От близких видов отличается следующими признаками: кили тергита T2 примерно равные по длине, достигают почти до края тергита, оставляя только узкую гладкую область; темя, мезоскутум и боковые части мезоскутеллюма в тонких точках. Темя с рассеянной пунктировкой на всем протяжении или в крупных плотных точках. Глаза опушенные. Усики 12-члениковые. Брюшко короткое и широкое. Предположительно, как и близкие группы, паразитоиды яиц насекомых.